# 금전봉기
금전봉기(金田蜂起) 또는 금전기의(金田起義)는 1851년 1월 11일 홍수전이 이끄는 태평천국이 광서성 계평현 금전촌에서 일으킨 무장봉기이다.

## 개요
1843년, 홍수전은 풍운산, 홍인간 등과 함께 광동성 화현에서 ‘상제를 숭배하는 교’(拝上帝教)를 조직하고, 이듬해 봄부터 광서성에서 민중들에게 포교활동을 했다. 홍수전은 광동성으로 돌아와 종교 이론을 다듬기 위해 전념했지만, 풍운산은 광서성 깊숙한 자형산 산속으로 들어가 군중을 조직하여 배상제회를 만들어 냈다. 배상제회에는 양수청, 소조귀 등이 참여하여 지도부를 형성하고 있었다. 1849년 전후, 광시성은 여러 해에 이어진 천재지변으로 천지회가 봉기하는 등 반란이 이어져 때가 무르익어 갔다.
1850년 7월, 홍수전은 총동원령을 내리고, 금전촌에 신도들을 모아 대오를 편성하여 군사 훈련을 하며, 무장봉기를 준비했다. 군수(軍帥)는 5명의 사수(師帥)를 지휘하에 두고, 사수는 5명의 여수(旅帥)를 지휘하에 두고, 여수는 5명의 졸장(卒長)을 휘하에 두고, 졸장은 5명의 양사마(兩司馬)를 지휘하에 두고, 양사마는 5명의 오장(伍長)을 휘하에 두고, 오장은 4명의 병사를 이끌었다. 모여든 사람들은 7월 말까지 13,155명에 달했다. 광서성의 청나라군은 인원이 부족했던데다 천지회의 봉기로 진압에 바빴기 때문에, 배상제회는 발각당하지 않고 조직을 구성할 수 있었다.
청군이 그들을 인식했을 때에는 이미 늦어 있었다. 12월 심주협의 부장인 이전원이 평남현 사왕우에 와서 화주 산인촌의 홍수전의 저택 중 하나를 포위했다. 그러나 양수청은 금전촌에서 지원군을 보내 청군을 물리쳤고, 홍수전과 풍운산은 금전촌으로 돌아갈 수 있었다. 패배를 만회하려던 청군은 주봉기, 이전원, 이커탄부(伊克坦布)의 지휘하에 1851년 1월 1일, 금전촌에 대한 공격을 시작했다. 그러나 이미 예상을 하고 있었던 배상제회는 근처 채강촌에서 매복해 있다가 청군을 물리치고 이커탄부를 살해했다.
이 두 번의 승리는 배상제회의 사기를 높였다. 1851년 1월 11일, 배상제회는 금전촌에서 봉기를 하고 국호를 ‘태평천국’으로 정하고 변발을 자르고 의복을 바궜다. 또한, 명령에 따르고, 약탈을 금하는 등의 군기 5개조를 정했다. 3일 후, 태평천국군은 대황강 나루를 점령했다. 나대강과 소삼랑이 2천 명이 넘는 천지회를 이끌고 합류했다. 흠차대신 이성원은 광서제독 향영에게 2천의 병력으로 공격을 명령했고, 귀주성에서 수천 명의 원군을 불렀다. 2월 18일, 향영은 이능신과 주봉기의 원군과 함께 대황강 나루를 공격했다. 그러나 태평천국군의 매복이 있었기 때문에 포위 전략을 채택했다.
3월 10일, 태평천국군은 어둠을 틈타 무선으로 피신했다. 청군도 그들을 추적했지만, 다시 매복에 당해 삼리우(三里圩)에서 교착 상태에 빠졌다. 4월 3일, 광서순무 주천작과 향영은 6천명의 병력으로 공격을 가했지만 패배당했다. 5월 16일, 태평천국군은 포위를 돌파하여 상주(象州)로 향했다. 청군은 새로 부임한 광저우 부도통 울란타이(烏蘭泰)가 이끄는 군대를 배치시켰고, 향영은 태평천국군의 북상을 막도록 역할을 분담했다.
양산촌 북부 독오령 전투에서 울란타이는 우위를 확보했고, 7월말 경 태평천국군은 상주에서 근거지인 계평현 자형산으로 철수할 수밖에 없었다. 북상 계획은 실패했지만, 여기에서 많은 민중들을 군에 추가하는 데 성공했다. 여기에서 태평천국군의 진격이 시작된 것이다.
현재 천안문 광장의 인민영웅기념비에 금전봉기를 기리는 부조가 새겨져 있다.

## 같이 보기
- 태평천국의 난